# Quinton Jackson
Quinton Ramone Jackson (Memphis, 20 de junho de 1978), também conhecido como Quinton Jackson ou Rampage é um lutador americano de MMA, wrestling profissional e ator. Ele é ex-campeão mundial dos meio-pesados do UFC. Jackson ganhou destaque no Japão no evento Pride Fighting Championships, onde ele era conhecido pela sua grande força física, sendo capaz de erguer um homem apenas com os antebraços, e pelos seus golpes de bate estaca, movimentos que se tornaram suas marcas registradas após o nocaute sensacional em Ricardo Arona. Sua marca tradicional é a corrente em volta de seu pescoço, usada antes e depois das lutas. Nos Estados Unidos, ele luta atualmente no Bellator. Jackson foi primeiro lutador a unificar o cinturão do UFC com o cinturão do Pride, derrotando Dan Henderson o campeão mundial dos pesos médios do Pride em 2007. Desde 2006, Jackson encontra-se entre os 5 melhores Meio Pesados do Mundo. Ele tem vitórias notáveis sobre Chuck Liddell, duas vezes, Wanderlei Silva, Igor Vovchanchyn, Murilo Bustamante, Kevin Randleman, Ricardo Arona, Murilo Rua, Keith Jardine, Dan Henderson, Matt Lindland, e Lyoto Machida. Jackson já foi treinado por Juanito Ibarra, antigo e famoso treinador de boxe que já treinou lutadores como o "Golden Boy" Oscar de La Hoya e o brasileiro Vitor Belfort. Hoje em dia, treina na Wolfslair Gym, local de treinamento de outros lutadores, como Michael Bisping.
A partir de junho de 2013 Jackson também engessou na carreira de wrestling profissional, ao ser contrato pela empresa Total Nonstop Action Wrestling.
Jackson também conhecido em suas passagens pelo cinema, em sua principal atuação Jackson viveu BA Baracus no filme do Esquadrão Classe A.

## Biografia
Vindo de Memphis, Tennessee, Estados Unidos, Jackson começou a tomar gosto por esportes de combate como wrestling colegial na Raleigh-Egypt High School, tendo uma carreira bem sucedida recebeu o título All-State. Inicialmente, Jackson pretendia seguir a carreira de wrestling profissional após a graduação no ensino médio, mas encerrou sua carreira amadora em nível júnior superior. Depois de descobrir as artes marciais misturadas (MMA), Jackson começou a treinar em Las Vegas.

## Carreira no MMA

### Início da Carreira
Impressionado com o sucesso de outros lutadores de MMA, Jackson decidiu iniciar sua carreira no esporte. Jackson construiu um impressionante cartel de 11 vitórias e 1 derrota lutando em várias promoções americanas, incluindo King of the Cage, Gladiator Challenge e Dangerzone.

## Carreira no Pride
Apesar das boas vitórias, os grandes êxitos iniciais de sua carreira foram longe de sua terra natal, mas sim na organização japonesa o Pride, lá Jackson alcançaria a sua fama mundial como lutador de MMA. Entrando no Pride em 2001, os japoneses originalmente comercializaram a imagem de Jackson como um lutador de rua. Ainda como um desconhecido lutador, Jackson teve seu primerio desafio no Pride 15 contra o superstar wrestler japonês Kazushi Sakuraba, que era naquela época o orgulho nacional. Jackson perdeu por um mata-leão, mas seu grande desempenho abriu os olhos de fãs e da gerência do evento.
Após derrotar Alexander Otsuka por nocaute técnico (interrupção médica) no evento Battlarts, Jackson foi convidado a voltar a lutar pelo Pride no Pride 17, onde derrotou o parceiro de treino de Otsuka, Yuki Ishikawa por nocaute. Em sua luta seguinte, Jackson foi desclassificado por um golpe baixo contra o Daijiro Matsui.
Após alternar resultados, Jackson decidido a se tornar um grande nome no evento, passou a se dedicar a trocação em seus treinamentos. Como consequência, Jackson conseguiu 5 vitórias consecutivas, nocauteando Masaaki Satake, Sean Gray, e o ex-campeão dos pesos pesados do UFC Kevin Randleman, e derrotando por submissão Mikhail Illoukhin e Igor Vovchanchyn. Ele também se arriscou no kickboxing onde derrotou o kickboxer Cyril Abidi por duas vezes, dentro das regras do K-1. O primeiro combate no kickboxing entre Abidi e Jackson foi em 14 de julho de 2002. Muitos acreditavam que a agressividade de Jackson não iria afetar Abidi que possuía um estilo clássico de kickboxe, com golpes e contra-ataques rápidos de um guarda sólida. Porém no soar do gongo, Jackson partiu para cima de seu adversário e com fortes cruzados, nocauteou Abidi em apenas 1:55 minutos do 1º round. No final do ano, Abidi queria provar que sua derrota para Jackson havia sido uma fatalidade, porém novamente Jackson venceu o combate dessa vez por decisão. Após o combate contra Abidi, Jackson anunciou que deixaria o kickboxing e voltaria a lutar MMA.

### Grand Pix dos Pesos Médios do Pride 2003
Após 5 vitórias consecutivas no MMA e duas vitórias no kickboxing, Jackson começou a revelar que tinha intenção de lutar contra Wanderlei Silva pelo cinturão dos pesos médios do Pride. Na rodada de abertura do Grand Pix dos Pesos Médios do Pride 2003, Jackson venceu por decisão dividida o faixa preta de jiu-jitsu e ex-campeão dos médios do UFC Murilo Bustamante. Três meses depois, Jackson enfrentou o lutador do UFC Chuck Liddell nas semifinais no Pride Final Conflict 2003, em uma luta onde Jackson mostrou toda a agressividade de seu wrestling e a violência de seus golpes, o corner de Liddell interrompeu a luta no 2º round.

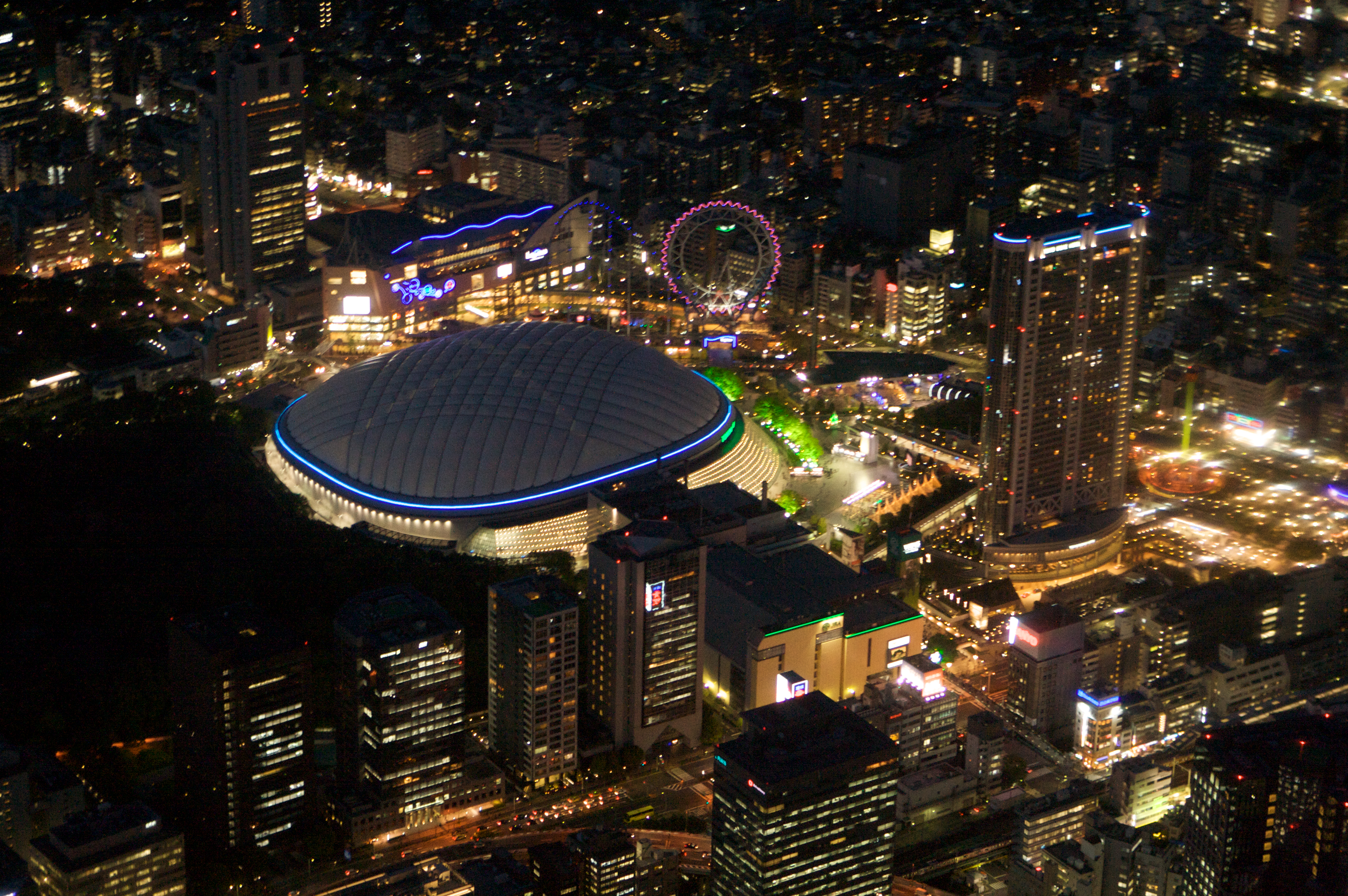
53 mil fãs presenciaram a primeira luta entre Silva e Jackson no lotado Tokyo Dome.

#### Rampage Jackson vs. Wanderlei Silva
Após derrotar Liddell, na mesma noite Jackson encarou Wanderlei Silva na Final do Grand Pix dos Pesos Médios do Pride 2003. A luta começou com Jackson procurando diminuir a distância inicial, imediatamente para um double-leg onde pegou Silva e o levantou. Silva, em seguida, fechou a guarda, e encaixou uma guilhotina. Os dois permaneceram nesta posição até que Jackson começou a sentir os efeitos da guilhotina e com calma foi se abaixando junto com Silva.
Depois de ir para o chão, Jackson conseguiu escapar do estrangulamento. Jackson começou a atacar com ground 'n pound, acertando o corpo de Wanderlei, que respondeu com golpes da guarda. Jackson começou a acertar socos no rosto de Silva, que tentou um Juji-gatame, uma variação de Chave de Braço, mas como não conseguiu encaixar o golpe, cedeu a Jackson a posição de 100 kg pouco tempo depois. A partir daí, Jackson tentou acertar a cabeça de Silva com socos e ainda tentou golpeá-lo uma joelhada dupla na cabeça  (golpe legal sob as regras do Pride).
Jackson passou os próximos 5 minutos trabalhando o ground 'n pound no corpo de Silva que permanecia com a guarda fechada. O árbitro então decidiu colocar a luta em pé pelo discurso de inatividade no chão. Esta decisão do árbitro é mal-visto por alguns analistas, como Dave Meltzer. Jackson também manifestou o seu desagrado ao se levantar. Sam Caplan, um jornalista de MMA, acrescentou que os árbitros do Pride eram empregados da promoção, e Jackson foi vítima de perseguição pelos funcionários. Se ele estava se referindo especificamente à luta contra o Silva, é desconhecido. Logo após a lutar voltar em pé, Silva encaixou um Muay Thai Clinch e desencadeou uma série de precisamente 20 joelhadas no rosto de Jackson. Em um determinado momento das joelhadas, Silva e Jackson sorriram um para o outro, seguindo na sequência de joelhadas Jackson caiu e sofreu ainda alguns tiros de meta até o árbitro interromper a luta. Silva foi declarado vencedor por nocaute técnico aos 6:28 do 1º round e se tornou o Campeão dos Grand Pix dos Peso Médios do Pride 2003.
Esse foi o primeiro capítulo da trilogia entre Rampage Jackson e Wanderlei Silva.

### Caminho para Revanche
Jackson continuou a sua carreira no Pride, dessa vez com o objetivo de ter uma revanche contra Wanderlei Silva. Primeiramente nocauteou Ikuhisa Minowa mostrando sua versatilidade na trocação aonde nocauteou seu adversário com joelhadas. Em seguida encarou "The Brazilian Tiger" Ricardo Arona. No combate Jackson não mostrando respeito pelo forte jiu-jitsu de Arona, o derrubou buscando o ground 'n pound, porém Jackson foi surpreendido com um triângulo, mostrando toda sua força Jackson ergueu Arona pelos braços e em um ângulo de 90° aplicou um fortíssimo bate estaca que nocauteou Arona. O golpe ficou mundialmente conhecido como Powerbomb Slam, um golpe de WWE que foi pela primeira vez usado em um grande evento de MMA. Depois de duas grandes vitórias, Rampage Jackson conseguiu sua revanche contra Wanderlei Silva.

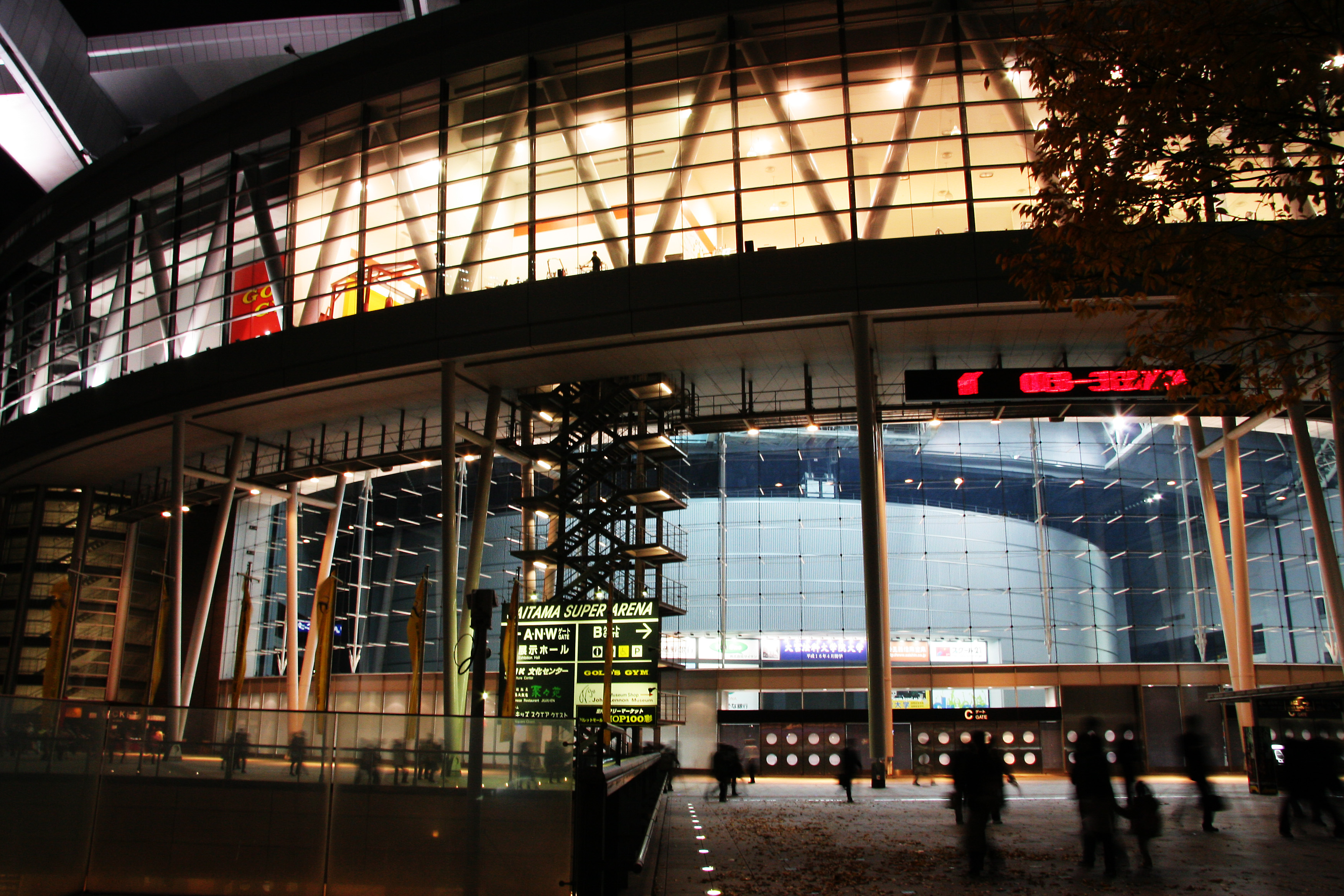
24 mil fãs assistiram a segunda super luta entre Silva e Jackson no Saitama Super Arena.

#### Rampage Jackson vs. Wanderlei Silva 2
A primeira revanche aconteceu em 31 de outubro de 2004 no Pride 28: High Octane. O local escolhido para a luta foi o Saitama Super Arena, em Saitama, no Japão, com uma plateia de 24.028. Desta vez, o cinturão dos Pesos Médios do Pride de Silva estava em jogo.
A segunda luta começou com Jackson se aproximando e clinchando com Silva. Os dois trocaram golpes desta posição antes de se separarem. Jackson seguiu desferindo algumas séries de socos e uma joelhada. Na metade do 1 º round, Silva jogou uma sequência de socos e no Muay Thai Clinch Silva acertou algumas joelhadas até empurrar Jackson contra as cordas. Encurralado, Jackson conseguiu abrir espaço no clinch para derrubar Silva e começou a desferir seu forte ground 'n pound, porém não foi muito efetivo. Silva buscou espaço para tentar encaixar alguma finalização, mas acabou sendo também pouco efetivo. O árbitro parou o combate no chão e reiniciou a luta em pé devido à inatividade. Silva reabriu a ação com uma combinação de socos e pontapés. Jackson respondeu com um direto de direita, que desequilibrou Silva. Jackson caiu dentro procurando terminar, porém, Silva conseguiu fechar a guarda e evitar os fortes golpes do Rampage. Jackson conseguiu a posição de 100 kg e acertou vários socos e joelhadas na cabeça de Silva até o final do round.
O segundo round começou com os dois lutadores trocando alguns golpes. Silva, então, tentou uma queda, porém, Jackson foi preciso no sprawl. Silva se virou fazendo guarda e os dois permaneceram pouco tempo no chão, até o árbitro mandarem eles se levantarem. Na volta do combate em pé, Silva conseguiu um gancho de direita no rosto de Jackson, que sentiu o golpe e tentou o contra-ataque contra as cordas. Silva fechou a distância e garantiu um clinch de Muay Thai. A partir daqui, Silva acertou 5 joelhadas na cabeça de Jackson, fazendo-o cair nas cordas, inconsciente e com sangue escorrendo de seu rosto. Silva foi declarado vencedor por Nocaute aos 3:26 do 2º round e se manteve como Campeão dos Peso Médios do Pride. A luta foi eleita a "Luta do Ano" pela Wrestling Observer Newsletter awards.
O segundo capítulo da trilogia entre Rampage Jackson e Wanderlei Silva, terminou com outra derrota de Jackson no Pride.

### Reta Final no Pride
Após perder para Wanderlei, Rampage encarou em sequência dois parceiros de treino de Silva na Chute Boxe. Ele venceu por decisão dividida Murilo "Ninja" Rua, mas caiu frente ao irmão mais novo Mauricio "Shogun" Rua no Grand Pix dos Pesos Médios do Pride 2005, onde no início do combate Rua quebrou vários costelas de Jackson e em seguida aplicou um chute na cabeça derrubando Rampage, que ainda recebeu no chão fortes tiros de meta na cabeça que o levou a nocaute técnico, em uma luta analisada como fácil para Shogun.
Jackson foi duramente criticado por seus treinadores após a derrota constrangedora para Shogun. Logo depois, Jackson foi contactado pelo boxer veterano e treinador de MMA Juanito Ibarra, que viu potencial em habilidades naturais de Jackson, mas viu sua a reputação e carreira de ir por água abaixo. Após uma breve conversa, Jackson confiou Ibarra, a formação e orientação de gestão da sua carreira.
Antes de sair do Pride, Rampage ainda nocauteou de maneira técnica o japonês Hirotaka Yokoi e venceu por decisão unânime o coreano Dong Sik Yoon.

## Pós Pride
Em 16 de maio de 2006, o World Fighting Alliance anunciou que tinha assinado um acordo com Jackson por múltiplas lutas. Ele venceu Matt Lindland por decisão dividida no WFA: King of the Streets em 22 de julho de 2006. A luta acabou sendo difícil para o nativo Memphis, que foi pego em uma guilhotina por duas vezes. Jackson conseguiu sair às duas vezes, e acertou Lindland algumas vezes até corta o meio do nariz de Lindland no ground 'n pound, em seguida jackson abriu o caminho para a vitória.

## Carreira no UFC
Em 11 de dezembro de 2006, a Zuffa, empresa que controla o UFC, anunciou que havia comprado o World Fighting Alliance, que encerrou suas operações como parte de seu acordo de venda. O contrato de Jackson assim foi adquirido pela Zuffa, e posteriormente Rampage agora era um lutador do UFC.
Em uma entrevista no programa Inside the UFC, Jackson disse que era finalmente a hora de ele entrar na organização, e que ele não tinha vindo antes por causa de sua amizade com o lutador do UFC Tito Ortiz. Jackson disse que era por causa de Ortiz ser uma das maiores estrelas e campeão dos meio pesados do UFC, e que não gostaria de disputar o cinturão contra Ortiz.
Jackson fez sua estreia no UFC 67, onde enfrentou Marvin Eastman, para vingar a primeira derrota de sua carreira. No combate, Jackson mostrou uma grande evolução em seu boxe, que intimidou Eastman que buscava a luta no clinch e nas tentativas de queda. No segundo round, após um tentativa frustrada de double leg de Eastman, Jackson encaixou um gancho e um cruzado de direita que levaram Eastman a lona, nocaute aos 3:49 do 2º round.

### Conquista do Cinturão dos Meio Pesados do UFC
No UFC 71 em 26 de maio de 2007, Jackson enfrentou o campeão dos meio pesados do UFC Chuck Liddell, em uma reedição da luta do Grand Pix dos Peso Médios do Pride 2003. Em cerca de 90 segundos no primeiro round, Jackson pegou Liddell com um gancho de direita no queixo que o levou o campeão a lona, onde Jackson conseguiu mais dois socos indefensáveis antes da paralisação do árbitro aos 01:53 do 1º round, e Quinton "Rampage" Jackson havia se tornado o campeão dos Meio Pesados do UFC, além de receber o prêmio de "Nocaute da Noite".

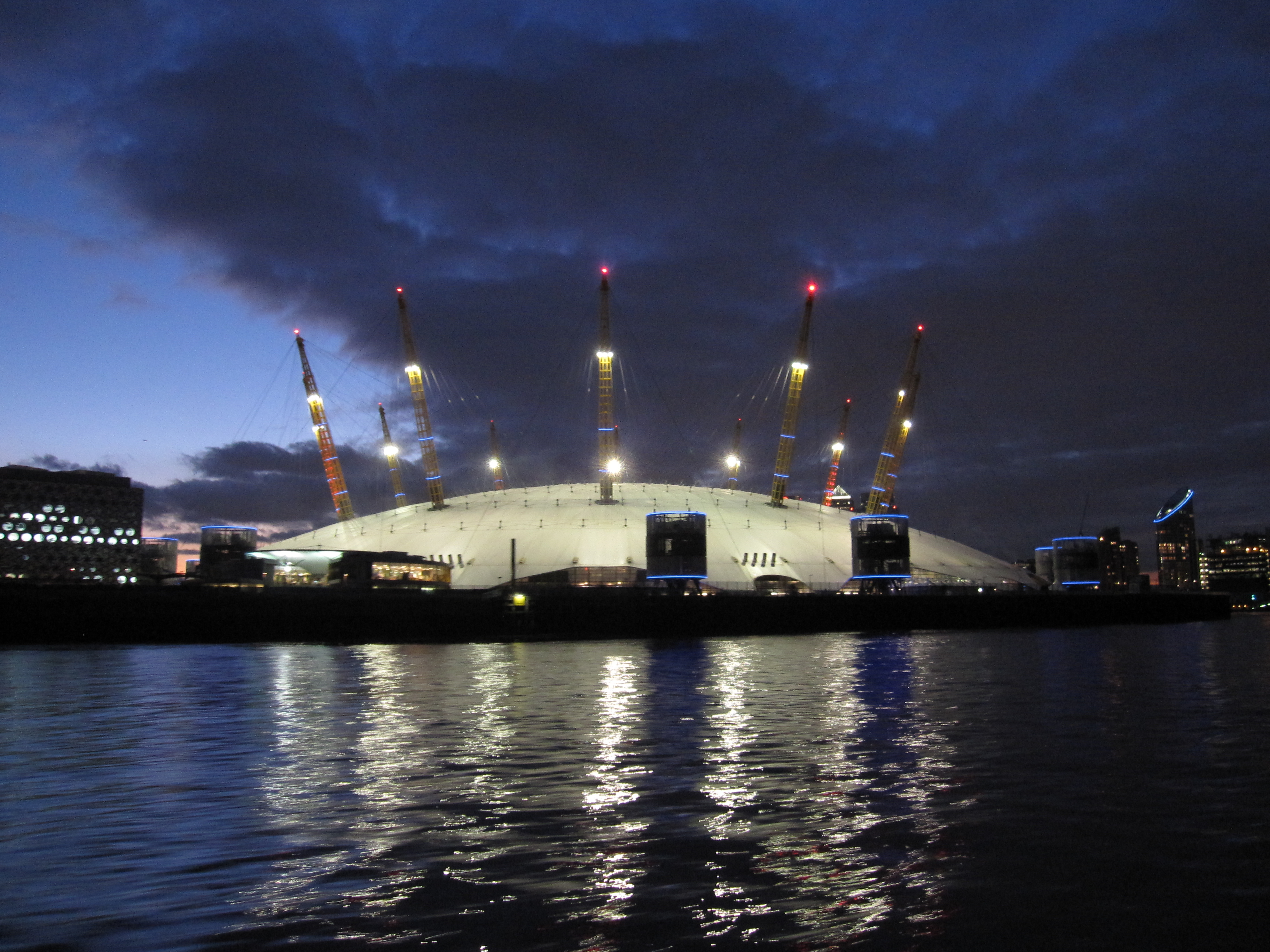
16 mil fãs acompanharam na O_{2} Arena a super luta da unificação dos cinturões do UFC e do Pride.

### UFC 75: Champion vs. Champion
Em sua primeira defesa de cinturão, Jackson foi o responsável por parte do UFC para realizar a unificação do Cinturão do Meio Pesados do UFC com o Cinturão dos Pesos Médios do Pride, no UFC 75, em 8 de Setembro de 2007, em Londres, Inglaterra, contra o Dan Henderson que vinha de um nocaute sobre Wanderlei Silva.
Em sua primeira luta na Europa, Rampage começou o combate de maneira muito agressiva partindo para trocação com Henderson, que por sua vez buscava o clinch sua especialidade, Rampage controlou Henderson no clinch e derrubou o campeão do Pride. No segundo round, Henderson conseguiu derrubar Jackson que se defendeu como pode do forte ground 'n pound de seu adversário, em seguida Henderson tentou uma kimura bem defendida por Jackson. No terceiro round, Jackson mesmo estando melhor na trocação derrubou Henderson que encaixou uma gulhotina, obrigando Jackson a ceder a sua guarda ao seu adversário. Após o árbitro mandarem os dois se levantar, Jackson partiu para cima de Henderson e pressionado seu adversário contra grade no clinch conseguiu fortes golpes. Nos dois últimos rounds, Rampage continuou com sua estratégia de pressionar Henderson contra a grade e golpear. Após uma luta equilibrada e amarrada, Jackson venceu por decisão unânime (48-47, 49-46, 49-46) e unificou os cinturões.

### The Ultimate Fighter: Team Rampage vs. Team Forrest
Em 9 de dezembro de 2007, o presidente do UFC Dana White convidou Jackson para ser o treinador do The Ultimate Fighter (TUF), juntamente com o desafiante nº1 dos cinturão dos Meio Pesados Forrest Griffin na 7ª temporada, onde Jackson e seu time acabaram sendo derrotados após Amir Sadollah do Time Forrest vencer C.B. Dollaway do Time Rampage. Após o término do reality a luta entre os treinadores valendo o cinturão dos Meio Pesados seria no UFC 86 em 5 de julho de 2008.
Jackson e Griffin se encontraram no evento principal do UFC 86, e proporcionaram uma das lutas mais incrivéis da história do UFC. No primeiro round da luta Jackson acertou Griffin com dois fortes socos, e logo depois Jackson voltou a acertar Griffin que sofreu um knockdown,  na sequência Jackson partiu para dentro buscando o final do combate porém Griffin sobreviveu e conseguiu se levantar, em pé Griffin colocou sua estratégia em jogo, vários leg kicks (chute na perna) que Jackson nem ao menos se defendia. No segundo round, após sofrer 3 leg kicks seguidos, no quarto Jackson sentiu a perna se desequilibrou um pé, aproveitando a situação Forrest desferiu um combo até ver a abertura de derrubar Jackson, no chão Griffin trabalhou o ground 'n pound durante todo o round. No terceiro round, Griffin ditou o ritmo da luta com seus leg kicks, e mesmo sentindo a perna Jackson caminhava para frente porém não conseguia encontrar a distância para acertar Griffin, isso foi crucial na luta já que Griffin conseguia ser mais efetivo enquanto Jackson acertava apenas alguns dos seus fortes socos, no final do round, Jackson partiu para o double leg, porém foi pego em uma guilhotina, para se livrar Jackson cedeu sua guarda a Griffin que conseguiu ainda acertar alguns socos. No quarto round, Jackson conseguiu manter uma boa distância de Griffin, assim ele conseguiu desviar dos leg kicks e acertar Griffin na trocação, porém já se mostrando desgastado Griffin sofreu fortes golpes e foi derrubado por Jackson, que trabalhou o ground 'n pound. Se aproveitando de um momento de erro de Jackson, Griffin encaixou um triângulo tentando finalizar Jackson, que preso no triângulo ergueu seu adversário e tentou acertar o Powerbomb Slam como fez com Ricardo Arona, porém Griffin no último segundo soltou o triângulo e se defendeu do golpe. No último round, Jackson e Griffin estavam muito cansados, porém os dois lutadores foram para trocação franca mas devido as dores na perna Jackson nao conseguia s mover perfeitamente e no final da luta Griffin acertou fortes golpes que fizeram Jackson sentir. Após uma grande luta Griffin foi anunciado o vencedor por decisão unânime (46-48, 46-48 e 46-49) em uma incrível virada, a luta recebeu o prêmio de melhor "Luta da Noite", e pelo World MMA Awards recebeu o prêmio de "Luta do Ano".
A luta acabou virando bastante polêmica, já que muitos achavam que Jackson havia ganhado o treinador de Griffin, Randy Couture chegou anunciar que a luta foi tanto parelha, que não via mal nenhum se os juízes tivessem dado vitória para Jackson. O treinador e gerente de Jackson, Juanito Ibarra, havia planejado protestar contra a decisão unânime na Comissão Atlética de Nevada, no entanto, depois de falar com a comissão sobre a sua queixa, ele decidiu não levar a situação a frente, já que foi informado a ele que a decisão não poderia ser mudada. Um tempo depois da luta, Jackson demitiu Ibarra. Após a perda do cinturão, Rampage foi envolvido em um atropelamento e em uma perseguição policial em Newport Beach, Califórnia, na sequência de acusações ele seria dado como culpado.

## Trilogia: Rampage vs. Silva

### Rampage Jackson vs. Wanderlei Silva 3

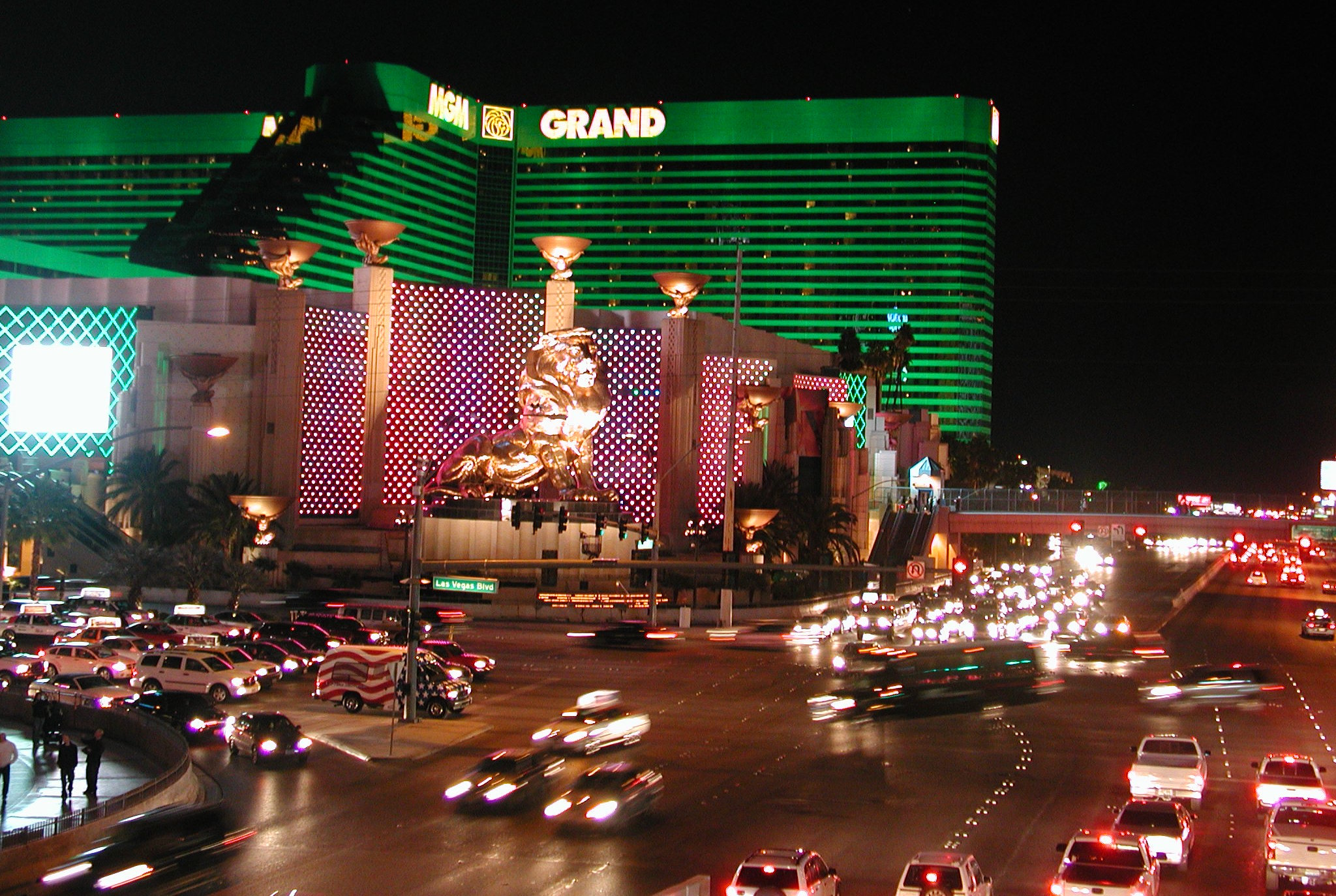
A terceira luta foi trava nos EUA, onde 15 mil pessoas assistiram a Super Luta num dos mais luxuosos cassinos de Las Vegas.

Após o incidente, presidente do UFC Dana White anunciou que Jackson seria afastado até que ele colocasse sua vida particular em ordem, e que ele só voltaria quando ele achasse que estava pronto. Após um tempo, Rampage voltou afirmando que estava pronto para lutar novamente e desafiou Wanderlei Silva para uma terceira e última luta (Dentro do MMA, após três combates por respeito ao adversário os lutadores se recusam se enfrentar novamente), Silva confirmou a luta dizendo que não estava lutando por dinheiro, mas sim por "puro prazer". Wanderlei Silva reiterou o seu desagrado com Jackson em entrevistas pré-luta, e afirmando que seus sentimentos por Jackson não mudaram desde a sua luta anterior, já que Silva aparentemente recebeu insultos de Jackson na internet que fizeram a animosidade entre eles aumentar. Jackson, apenas disse: "... essa luta é perfeita, por que esse é um cara que eu quero me vingar a anos.". Ele também acrescentou que a terceira luta contra Silva era inevitável, especialmente depois que Silva assinou com o UFC.
Durante a pesagem do UFC 92, os dois lutadores fizeram a famosa foto da encarada, após os dois se encararem por 6 segundos, Silva empurrou Jackson e toda a equipe dos dois lutadores e os seguranças presente entraram no meio para apartar a briga. Após ser empurrado Jackson fez seu famoso uivo e fez o sinal de cortando a garganta, provocando ainda mais Silva. O local escolhido para a luta era o MGM Grand Garden Arena em Las Vegas, Nevada, com uma plateia de 14.166. O UFC 92 ainda contou com outras duas grandes lutas: Rodrigo Minotauro contra Frank Mir, Forrest Griffin contra Rashad Evans.
A luta começou com Jackson, tomando o centro do octógono. Jackson abriu a ação com um direito cruzado, e em seguida se afastou evitando os golpes de encontro e os contra-ataques de Silva. Ambos os lutadores pareciam cautelosos nos minutos iniciais da luta, onde os dois lançavam os golpes e se afastavam. Silva mostrou-se focado nos leg kicks que afetaram muito Jackson na luta contra Griffin, enquanto Jackson mantinha a distância com seu jab. Aos 3:21 do 1º round, depois de um direto, Wanderlei partiu para cima com seus cruzados, Jackson respondeu com uma finta e um gancho de esquerda no queixo Silva, que o levou a lona deixando-o inconsciente. Jackson ainda acertou três golpes na cabeça de Silva no chão, dois que ocorreram após o árbitro Yves Lavigne tentar interromper o combate. Wanderlei permaneceu na lona por vários minutos, após o nocaute Jackson ficou no meio do octógono e começou uivar. Jackson ainda faturou o prêmio de "Nocaute da Noite".
Após a luta no UFC 92, Jackson foi criticado por Todd Martin da CBS Sports por ignorar a tentativa do árbitro de interromper o combate. Martin comparou as ações de Jackson com as de Renato Sobral ignorou o árbitro e continuou a estrangular David Heath após a interrupção do combate, o que levou a demissão de Sobral do UFC. Martin pediu punição contra Jackson, mas nenhuma ação foi tomada contra Jackson pelo seu comportamento antidesportivo.
Após um tempo os dois voltaram a se encontrar, e resolveram terminar a rivalidade apertando as mãos.

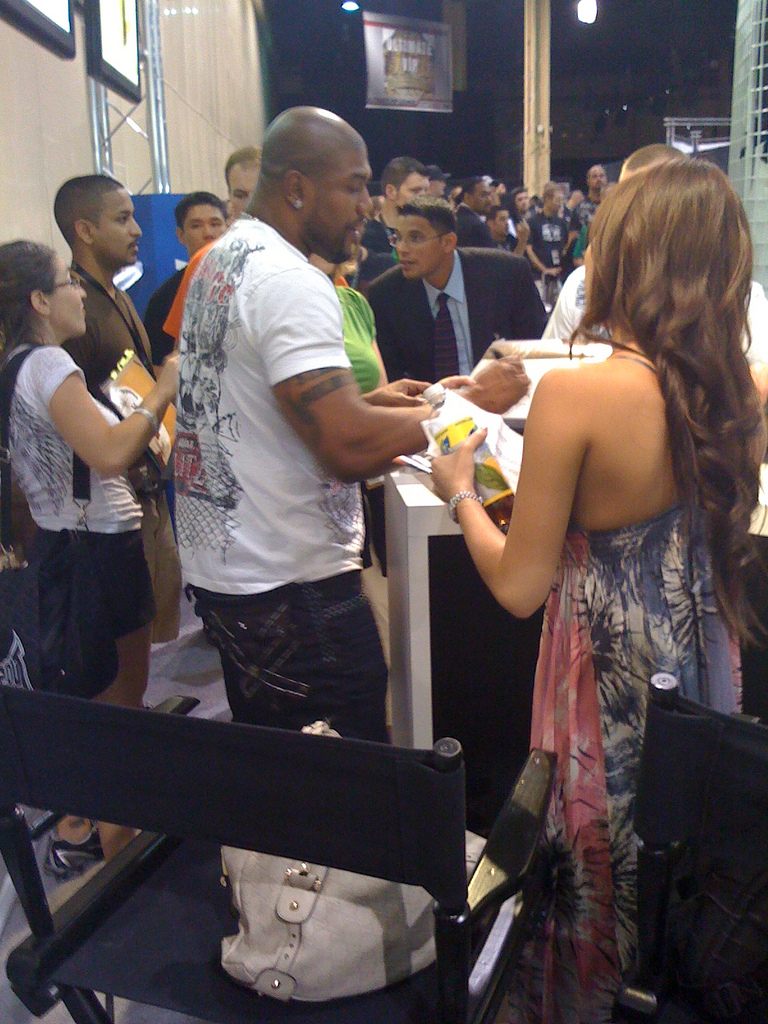
Jackson durante a Fan Expo do UFC 100 em Las Vegas, Julho de 2009

A próxima luta de Jackson foi Keith Jardine no UFC 96 em 7 de março de 2009. Foi anunciado antes da luta que Jackson iria enfrentar o vencedor da luta entre o campeão dos Meio Pesados Rashad Evans. Jackson derrotou Jardine em uma decisão unânime controversa onde muitos acreditaram que o knockdown de Jardine no segundos finais foram decisivos para influenciarem os árbitros. Ao final do combate, Evans entrou no octógono e desafiou Jackson, e os dois trocaram insultos dentro do cage, porém devido as lesões na luta, Jackson teria que ficar parado por um tempo, assim Lyoto Machida tomou seu lugar como desafiante nº1 e enfrentou Evans. E aos olhos do mundo, Machida nocauteou Evans o deixando inconsciente antes de cair no chão. Assim foi dado que Jackson iria enfrentar Machida pelo cinturão dos meio pesados. Porém devido à rivalidade contra Evans o UFC preferiu que Maurício Shogun iria enfrentar Machida.

### The Ultimate Fighter: Heavyweights
Visando a promoção do reality show The Ultimate Fighter e a rixa entre Jackson e Evans, o presidente do UFC anunciou que Jackson e Rashad seriam os treinadores do reality The Ultimate Fighter: Heavyweights.A temporada, contou 16 lutadores pesos pesados, incluindo o famoso "Lutador de Rua na Internet" Kevin "Kimbo Slice" Ferguson, o ex-campeão dos Pesos Pesados do IFL Roy Nelson e ex-jogadores da NFL, fez sua estreia na Spike TV em 16 de setembro, com o final agendado para 5 de dezembro.
Jackson foi criticado por suas ações na segunda passagem como treinador do The Ultimate Fighter. Suas ações incluíram suas constantes brigas com Evans e com um membro da equipe adversária Darrill Schoonover, sua recusa a entrar no ringue para apoiar os seus lutadores, e sua falta em empenho em treinar e instruir os lutadores antes e durante as lutas. Essas ações e suas fracas habilidades como treinador levaram seus lutadores perderem 7 das 8 lutas iniciais.

### Aposentadoria e Retorno
Em 22 de setembro de 2009, Jackson escreveu em seu blog ele é "feito de combate", devido as suas criticas como treinador do TUF. Em 4 de dezembro de 2009, Jackson informou através de seu blog na web que ele iria voltar para o UFC para terminar o seu contrato, lutando contra Rashad Evans e em seguida se aposentando. Na conferência de imprensa do UFC 107, Dana White disse que, se o Rashad Evans conseguiu derrotar Thiago Silva no UFC 108, então a luta entre Evans e Jackson viria finalmente a ser concretizada.
Jackson era esperado para finalmente enfrentar Rashad Evans no UFC 113, mas a luta foi marcada para 29 de maio de 2010, no UFC 114. O presidente do UFC Dana White havia oficialmente confirmado que a luta contra Rashad Evans seria para determinar o desafiante nº1 ao cinturão de Mauricio Shogun, em sua primeira defesa de cinturão. No combate, Jackson foi inicialmente surpreendido com um cruzado de direita que o desequilibrou, após esse momento Evans cozinhou a luta no clinch, no segundo round, Evans derrubou Jackson por algumas vezes, porém não foi em momento algum efetivo no ground 'n pound. No terceiro round, Rampage após defender um queda conseguiu acerta dois cruzados de direita que derrubaram Evans, porém Evans conseguiu em seguida evitar os fortes golpes de Jackson que ainda foi raspado no final do round. De maneira estratégica e sem brilho, Evans venceu Jackson por decisão unânime (29–28, 30–27, 30–27).

### Caminho para a próxima disputa de título

Poster oficial do UFC 123.

Em 24 de março de 2010, Dana White anunciou que Jackson assinou um contrato de seis lutas com o UFC, assim desistindo da aposentadoria, após assinar o contrato Jackson desafiou Griffin e disse que só se aposentaria depois de uma ravanche. A próxima de Jackson seria contra o ex-campeão dos Meio Pesados do UFC Lyoto Machida no UFC 123 em 20 de novembro de 2010. Antes da luta, Jackson afirmou que não gostava do estilo de luta de Machida, Carate, na pesagem o dois lutadores se desentenderam durante a encarada. No combate, Machida circulou o octogono evitando os golpes fortes de Jackson e acertar leg kicks. Jackson sendo mais lento que Machida acertou poucos golpes, enquanto Machida vários leg kicks e alguns contra ataques. No segundo round, Jackson encurtou a distância e clinchou com Machida, os dois trocaram posições no clinch até jackson conseguir uma meia queda puxando a parte de dentro da perna de Machida, quando os dois se levantaram o round seguiu pouco movimentado até soar o gongo, onde Machida acertou um chute na cabeça de Jackson após um trocação, Machida imediatamente pediu desculpa a Jackson que aceitou sem problemas. No terceiro round, Machida acertou um contra golpes perfeito que fez Jackson sentir e recuando Jackson ainda recebeu alguns socos e joelhadas, Jackson clinchou mas acabou sendo derrubado, no chão Machida encaixou uma chave de braço, Jackson segurando o braço para evitar a finalização ergueu Machida e tentou um Powerbomb Slam, mas Machida soltou a finalização e evitou o consagro bate estaca de Jackson, que nos segundos finais partiu para o tudo ou nada. O resultado foi uma vitória por decisão dividida a favor da Rampage, um resultado bastante controverso. Jackson pareceu surpreso com a vitória e imediatamente ofereceu a Machida uma revanche, embora o presidente do UFC Dana White observou que, ele sentia que Jackson havia vencido os dois primeiros rounds então a revanche estava descartada.
Na espera da luta entre Shogun e Evans no UFC 128, Evans acabou se machucado em um treinamento, procurando um substituto de imediato Dana White convidou Jackson a lutar pelo cinturão dos Meio Pesados, porém Jackson se recusou lutar afirmando que estava dois meses sem treinar e estava 15 kg acima do peso, e que não teria condições de entrar em forma em três semanas. Jackson era esperado enfrentar o agressivo lutador de Muay Thai Thiago Silva, mas Silva teve problemas com testes de drogas do UFC 125 onde o primeiro deu positivo e a contra prova deu negativo. O novo adversário de Jackson foi o wrestler Matt Hamill em 28 de maio de 2011, no UFC 130. No combate, Rampage mostrou uma forte evolução nas defesas de queda evitando todas as tentativas de seu adversário, no primeiro round conseguir conectar bons golpes no rosto de Hamill. No segundo round, Rampage voltou em um ritmo forte acertando bons golpes e contra-golpes fazendo Hamill sentir, Hamill tentou acertar chutes na perna porém não conseguiu ser efetivo. No último round, Jackson variou bastante os golpes arriscando chutes, joelhadas e socos superman, no final Jackson venceu por decisão unânime (30-27, 30-27, 30-27), e pediu desculpas ao público por não ter conseguido o nocaute.
Na conferência de imprensa pós-luta, Jackson afirmou que havia quebrado a mão e assim descartando uma luta contra Jon Jones.

### Segunda chance de Título
Jackson enfrentou Jon Jones pelo Cinturão Meio Pesado do UFC em 24 de Setembro de 2011 no UFC 135. Jackson perdeu por finalização no quarto round após Jones aplicar um mata leão. A derrota marcou a primeira vez que Jackson foi finalizado no UFC.

### Pós luta pelo Título
Jackson enfrentou Ryan Bader em 26 de Fevereiro de 2012 no UFC 144. Jackson não bateu o peso dos meio pesados de 206 lbs por 5 lbs; pesando 211 lbs para o UFC 144. Ele citou uma lesão nos treinos que o impediu de fazer seu trabalho para a luta. Bader aceitou a luta no peso casado e recebeu 20% da bolsa de Jackson. Jackson perdeu a luta por decisão unânime (30-27, 30-27, 30-27), a primeira vez que Rampage sofreu duas derrotas seguidas.
Jackson recentemente twittou que ele deixaria o UFC após perder para Ryan Bader. Ele era esperado para enfrentar o ex-rival do Pride, Maurício Shogun em sua última luta no UFC, mas optou por uma cirurgia dupla no joelho.
Jackson era esperado para enfrentar Glover Teixeira em 13 de Outubro de 2012 no UFC 153. Porém, Jackson teve que se retirar da luta citando uma lesão e foi substituído por Fábio Maldonado.
Jackson enfrentou Teixeira e perdeu por decisão unânime em 26 de Janeiro de 2013 no UFC on Fox: Johnson vs. Dodson.

## Bellator MMA
Em 4 de Junho de 2013, foi anunciado que Jackson havia assinado um contrato de vários anos com a parceria da Spike TV, Bellator MMA e Total Nonstop Action Wrestling. Durante a coletiva de imprensa ele disse que iria para os pesados.
Jackson era esperado para enfrentar o ex-Campeão Meio Pesado do UFC Tito Ortiz no Bellator 106 em 2 de Novembro de 2013, porém, Tito lesionou o pescoço e teve que deixar o combate. A estreia de Rampage ficou para o Bellator 108, contra Joey Beltran. Rampage venceu por Nocaute no 1°round aos 4:59.

### Torneio dos Meio-Pesados da 10º Temporada
Em 28 de Fevereiro de 2014 no Bellator 110, Rampage lutou pelo Torneio de Meio Pesados da 10ª Temporada. Jackson enfrentou o ex-campeão da categoria Christian M'Pumbu. Ele venceu por nocaute no primeiro round.
Na final do torneio ele enfrentou o ex-Campeão Meio Pesado do Strikeforce Muhammed Lawal, em 17 de maio de 2014 no Bellator 120. Rampage venceu a luta por decisão unânime, se tornando então o vencedor do Torneio de Meio Pesados da 10ª Temporada.

## Retorno ao UFC
No dia 21 de Dezembro de 2014, o UFC oficializou que o ex-campeão dos pesos meio-pesados Quinton Rampage Jackson estava de volta ao evento. Durante a transmissão do UFC Fight Night: Machida vs. Dollaway nos EUA, a organização exibiu um vídeo com os melhores momentos do lutador, que anunciou animado o seu retorno ao Ultimate.
Rampage enfrentaria o brasileiro Fábio Maldonado no UFC 186: Johnson vs. Horiguchi. Portanto, com uma liminar na justiça vinda do Bellator afirmando que o lutador ainda tinha contrato com a organização, fez com que o americano fosse forçado a ser retirado do card. O canadense Steve Bosse, foi escolhido como novo adversário para o brasileiro. No entanto, uma reviravolta na justiça fez com que Rampage fosse permitido a lutar, e Rampage enfrentou Maldonado no evento. Na luta, Jackson foi mais dominante em maior parte do tempo, vencendo a luta por decisão unânime.

## Cartel no MMA
| Cartel no MMA       |             |             |
| 52 lutas            | 38 vitórias | 14 derrotas |
| Por nocaute         | 17          | 4           |
| Por finalização     | 7           | 2           |
| Por decisão         | 14          | 7           |
| Por desqualificação | 0           | 1           |

| Res.    | Cartel | Oponente           | Método                                            | Evento                                      | Data                    | Round | Tempo | Local                       | Notas                                                                        |
| ------- | ------ | ------------------ | ------------------------------------------------- | ------------------------------------------- | ----------------------- | ----- | ----- | --------------------------- | ---------------------------------------------------------------------------- |
| Derrota | 38-14  | Fedor Emelianenko  | Nocaute (soco)                                    | Bellator & Rizin: Japan                     | 29/12/2019              | 1     | 2:44  | Saitama                     |                                                                              |
| Vitória | 38-13  | Wanderlei Silva    | Nocaute Técnico (socos)                           | Bellator 206: Mousasi vs. MacDonald         | 29/09/2018              | 2     | 4:32  | San Jose, Califórnia        |                                                                              |
| Derrota | 37-13  | Chael Sonnen       | Decisão (unânime)                                 | Bellator 192: Sonnen vs. Rampage            | 20/01/2018              | 3     | 5:00  | Inglewood, California       | Pelas Quartas de Final do Torneio de Pesados.                                |
| Derrota | 37-12  | Muhammed Lawal     | Decisão (unânime)                                 | Bellator 175                                | 31/03/2017              | 3     | 5:00  | Rosemont, Illinois          |                                                                              |
| Vitória | 37-11  | Satoshi Ishii      | Decisão (dividida)                                | Bellator 157: Dynamite 2                    | 24 de junho de 2016     | 3     | 5:00  | St. Louis, Missouri         | Retorno ao Bellator. Retorno aos pesos-pesados.                              |
| Vitória | 36-11  | Fábio Maldonado    | Decisão (unânime)                                 | UFC 186: Johnson vs. Horiguchi              | 25 de abril de 2015     | 3     | 5:00  | Montreal, Quebec            | Retorno ao UFC. Luta em peso casado (97 kg).                                 |
| Vitória | 35-11  | Muhammed Lawal     | Decisão (unânime)                                 | Bellator 120                                | 17 de maio de 2014      | 3     | 5:00  | Southaven, Mississippi      | Final do Torneio de Meio-Pesados da 10ª Temporada.                           |
| Vitória | 34-11  | Christian M'Pumbu  | Nocaute (socos)                                   | Bellator 110                                | 28 de fevereiro de 2014 | 1     | 4:34  | Uncasville, Connecticut     | Semifinal do Torneio de Meio Pesados da 10ª Temporada.                       |
| Vitória | 33-11  | Joey Beltran       | Nocaute (socos)                                   | Bellator 108                                | 15 de novembro de 2013  | 1     | 4:59  | Atlantic City, New Jersey   | Estreia no Bellator.                                                         |
| Derrota | 32–11  | Glover Teixeira    | Decisão (unânime)                                 | UFC on Fox: Johnson vs. Dodson              | 26 de janeiro de 2013   | 3     | 5:00  | Chicago, Illinois, EUA      |                                                                              |
| Derrota | 32–10  | Ryan Bader         | Decisão (unânime)                                 | UFC 144: Edgar vs. Henderson                | 26 de fevereiro de 2012 | 3     | 5:00  | Saitama, Japão              |                                                                              |
| Derrota | 32–9   | Jon Jones          | Finalização (mata leão)                           | UFC 135: Jones vs. Rampage                  | 24 de setembro de 2011  | 4     | 3:46  | Las Vegas, Nevada, EUA      | Pelo Cinturão Meio Pesado do UFC.                                            |
| Vitória | 32–8   | Matt Hamill        | Decisão (unânime)                                 | UFC 130: Rampage vs. Hamill                 | 28 de maio de 2011      | 3     | 5:00  | Las Vegas, Nevada, EUA      |                                                                              |
| Vitória | 31–8   | Lyoto Machida      | Decisão (dividida)                                | UFC 123: Rampage vs. Machida                | 20 de novembro de 2010  | 3     | 5:00  | Auburn Hills, Michigan, EUA |                                                                              |
| Derrota | 30–8   | Rashad Evans       | Decisão (unânime)                                 | UFC 114: Rampage vs. Evans                  | 29 de maio de 2010      | 3     | 5:00  | Las Vegas, Nevada, EUA      | Pela vaga de desafiante nº1 ao Cinturão Meio Pesado do UFC                   |
| Vitória | 30–7   | Keith Jardine      | Decisão (unânime)                                 | UFC 96: Jackson vs. Jardine                 | 7 de março de 2009      | 3     | 5:00  | Columbus, Ohio, EUA         | Luta da Noite.                                                               |
| Vitória | 29–7   | Wanderlei Silva    | Nocaute (soco)                                    | UFC 92: The Ultimate 2008                   | 27 de dezembro de 2008  | 1     | 3:21  | Las Vegas, Nevada, EUA      | Nocaute da Noite.                                                            |
| Derrota | 28–7   | Forrest Griffin    | Decisão (unânime)                                 | UFC 86: Jackson vs. Griffin                 | 5 de julho de 2008      | 5     | 5:00  | Las Vegas, Nevada, EUA      | Perdeu o Cinturão Meio Pesado do UFC; Luta do Ano (2008).                    |
| Vitória | 28–6   | Dan Henderson      | Decisão (unânime)                                 | UFC 75: Champion vs. Champion               | 8 de setembro de 2007   | 5     | 5:00  | Londres, Inglaterra         | Unificou os Cinturões Meio-Pesado do UFC e Peso Médio do Pride.              |
| Vitória | 27–6   | Chuck Liddell      | Nocaute Técnico (socos)                           | UFC 71: Liddell vs. Jackson                 | 26 de maio de 2007      | 1     | 1:53  | Las Vegas, Nevada, EUA      | Ganhou o Cinturão Meio Pesado do UFC; Nocaute da Noite.                      |
| Vitória | 26–6   | Marvin Eastman     | Nocaute (socos)                                   | UFC 67: All or Nothing                      | 3 de fevereiro de 2007  | 2     | 3:49  | Las Vegas, Nevada, EUA      | Estreia no UFC.                                                              |
| Vitória | 25–6   | Matt Lindland      | Decisão (unânime)                                 | WFA: King of the Streets                    | 22 de julho de 2006     | 3     | 5:00  | Califórnia, EUA             |                                                                              |
| Vitória | 24–6   | Yoon Dong-Sik      | Decisão (unânime)                                 | Pride 31: Unbreakable                       | 26 de fevereiro de 2006 | 3     | 5:00  | Saitama, Japão              |                                                                              |
| Vitória | 23–6   | Hirotaka Yokoi     | Nocaute Técnico (bate estaca e tiro de meta)      | Pride 30: Fully Loaded                      | 23 de outubro de 2005   | 1     | 4:05  | Saitama, Japão              |                                                                              |
| Derrota | 22–6   | Maurício Rua       | Nocaute Técnico (costela quebrada e tiro de meta) | Pride Total Elimination 2005                | 23 de abril de 2005     | 1     | 4:47  | Osaka, Japão                | Quartas de Final do Grand Pix dos Pesos Médios do Pride 2005.                |
| Vitória | 22–5   | Murilo Rua         | Decisão (dividida)                                | Pride 29: Fists Of Fire                     | 20 de fevereiro de 2005 | 3     | 5:00  | Saitama, Japão              |                                                                              |
| Derrota | 21–5   | Wanderlei Silva    | Nocaute (joelhada)                                | Pride 28: High Octane                       | 31 de outubro de 2004   | 2     | 3:26  | Saitama, Japão              | Pelo Cinturão Peso Médio do Pride. Recebeu o prêmio da WON de "Luta do Ano". |
| Vitória | 21–4   | Ricardo Arona      | Nocaute (slam e socos)                            | Pride Critical Countdown 2004               | 20 de junho de 2004     | 1     | 7:32  | Saitama, Japão              | Pela vaga de desafiante nº1 ao Cinturão Peso Médio do Pride                  |
| Vitória | 20–4   | Ikuhisa Minowa     | Nocaute Técnico (joelhada)                        | Pride Shockwave 2003                        | 31 de dezembro de 2003  | 2     | 1:05  | Saitama, Japão              |                                                                              |
| Derrota | 19–4   | Wanderlei Silva    | Nocaute Técnico (joelhadas e tiro de meta)        | Pride Final Conflict 2003                   | 9 de novembro de 2003   | 1     | 6:28  | Tóquio, Japão               | Final do Grand Pix dos Pesos Médios do Pride 2003.                           |
| Vitória | 19–3   | Chuck Liddell      | Nocaute Técnico (interrupção do córner)           | Pride Final Conflict 2003                   | 9 de novembro de 2003   | 2     | 3:10  | Tóquio, Japão               | Semifinal do Grand Pix dos Pesos Médios do Pride 2003.                       |
| Vitória | 18–3   | Murilo Bustamante  | Decisão (dividida)                                | Pride Total Elimination 2003                | 10 de agosto de 2003    | 3     | 5:00  | Saitama, Japão              | Quartas de Final do Grand Pix dos Pesos Médios do Pride 2003.                |
| Vitória | 17–3   | Mikhail Illoukhine | Submissão (joelhadas)                             | Pride 26: Bad to the Bone                   | 8 de junho de 2003      | 1     | 6:26  | Yokohama, Japão             |                                                                              |
| Vitória | 16–3   | Kevin Randleman    | Nocaute (joelhadas e socos)                       | Pride 25: Body Blow                         | 16 de março de 2003     | 1     | 6:58  | Yokohama, Japão             | Pela vaga de desafiante nº1 ao Cinturão Peso Médio do Pride                  |
| Vitória | 15–3   | Igor Vovchanchyn   | Submissão (lesão)                                 | Pride 22: Beasts From the East 2            | 29 de setembro de 2002  | 1     | 7:17  | Nagoya, Japão               |                                                                              |
| Vitória | 14–3   | Sean Gray          | Nocaute Técnico (socos)                           | KOTC 13: Revolution                         | 17 de maio de 2002      | 3     | 0:37  | Reno, Nevada, EUA           |                                                                              |
| Vitória | 13–3   | Masaaki Satake     | Nocaute Técnico (machucado após uma queda)        | Pride 20: Armed and Ready                   | 28 de abril de 2002     | 1     | 7:07  | Yokohama, Japão             |                                                                              |
| Derrota | 12–3   | Daijiro Matsui     | Desclassificado (golpe ilegal)                    | Pride 18: Cold Fury 2                       | 23 de dezembro de 2001  | 1     | 0:14  | Fukuoka, Japão              |                                                                              |
| Vitória | 12–2   | Yuki Ishikawa      | Nocaute (socos)                                   | Pride 17: Championship Chaos                | 3 de novembro de 2001   | 1     | 1:52  | Tóquio, Japão               |                                                                              |
| Vitória | 11–2   | Alexander Otsuka   | Nocaute Técnico (interrupção do médico)           | BattlArts – BattlArts vs. the World         | 14 de outubro de 2001   | 2     | 5:00  | Tóquio, Japão               |                                                                              |
| Derrota | 10–2   | Kazushi Sakuraba   | Finalização (mata leão)                           | Pride 15: Raging Rumble                     | 29 de julho de 2001     | 1     | 5:41  | Saitama, Japão              |                                                                              |
| Vitória | 10–1   | Kenneth Williams   | Finalização (mata leão)                           | Gladiator Challenge 4                       | 17 de junho de 2001     | 1     | 4:40  | Califórnia, EUA             |                                                                              |
| Vitória | 9–1    | Bryson Howvreck    | Submissão (socos)                                 | KOTC 8: Bombs Away                          | 29 de abril de 2001     | 1     | 1:48  | Califórnia, EUA             |                                                                              |
| Vitória | 8–1    | Rocko Henderson    | Finalização (kimura)                              | Gladiator Challenge 3                       | 7 de abril de 2001      | 2     | 1:15  | Califórnia, EUA             |                                                                              |
| Vitória | 7–1    | Dave Taylor        | Nocaute Técnico (jogou a toalha)                  | Gladiator Challenge 2                       | 18 de fevereiro de 2001 | 1     | 5:00  | Califórnia, EUA             |                                                                              |
| Vitória | 6–1    | Jens Van den Bremd | Decisão                                           | Gladiator Challenge 1                       | 9 de dezembro de 2000   | 2     | 5:00  | Califórnia, EUA             |                                                                              |
| Vitória | 5–1    | Rob Smith          | Decisão (unânime)                                 | KOTC 6: Road Warriors                       | 29 de novembro de 2000  | 2     | 5:00  | Michigan, EUA               |                                                                              |
| Vitória | 4–1    | Warren Owsley      | Finalização (chave de braço)                      | Dangerzone – Night of the Beast             | 28 de outubro de 2000   | 1     | 6:04  | Virgínia, EUA               |                                                                              |
| Vitória | 3–1    | Ron Rumpf          | Nocaute Técnico (socos)                           | CFA 2: Continental Freefighting Alliance 2  | 29 de julho de 2000     | 1     | 1:18  | EUA                         |                                                                              |
| Derrota | 2–1    | Marvin Eastman     | Decisão (unânime)                                 | KOTC 4–Gladiators                           | 24 de junho de 2000     | 2     | 5:00  | San Jacinto, EUA            |                                                                              |
| Vitória | 2–0    | Marco Bermudaz     | Finalização (mata-leão)                           | HBUP: Huntington Beach Underground Pancrase | 13 de maio de 2000      | 2     | 7:17  | Califórnia, EUA             |                                                                              |
| Vitória | 1–0    | Mike Pyle          | Decisão                                           | ISCF – Memphis                              | 13 de novembro de 1999  | N/A   |       | Tennessee, EUA              |                                                                              |

## Cartel no Kickboxing
| 2 Vitórias (1 (T)KO, 1 Decisão), 0 Derrota |           |             |                                             |                |       |       |
| Data                                       | Resultado | Oponente    | Evento                                      | Método         | Round | Tempo |
| 31 de dezembro de 2002                     | Vitória   | Cyril Abidi | Inoki Bom-Ba-Ye 2002, Japão                 | Decisão        | 3     | 3:00  |
| 14 de julho de 2002                        | Vitória   | Cyril Abidi | K-1 World Grand Prix 2002 in Fukuoka, Japão | Nocaute (Soco) | 1     | 1:55  |

## Carreira no wrestling
A partir de 6 de junho de 2013 Jackson foi adicionado ao plantel da empresa americana de wrestling Total Nonstop Action Wrestling (TNA). Jackson fez sua estreia no programa Impact Wrestling no mesmo dia, em um confronto respeitoso com Kurt Angle. Espera-se que Jackson vai passar um tempo na promoção de desenvolvimento da TNA, a Ohio Valley Wrestling (OVW) para treinar pro wrestling.

## Carreira no Cinema
Jackson apareceu em Confessions of a Pit Fighter, Miss March, e "Bad Guys" The Midnight Meat Train, também no episódio de The King of Queens, Jackass e Pimp My Ride. Ele estrelou em The A-Team (filme) e também atuou em Never Surrender, Duel of Legends, e Death Warrior. Ele já apareceu em um comercial da Nike, "Human Chain". Jackson também apareceu na WWE Monday Night Raw de 7 de junho de 2010, como um convidado.

## Trabalhos no Cinema e na Televisão
| Ano  | Título                                              | Personagem                                  | Notas                                                             |
| ---- | --------------------------------------------------- | ------------------------------------------- | ----------------------------------------------------------------- |
| 2001 | Jackass                                             | Ele Mesmo                                   | Série de TV (Episódio: "Spermathon")                              |
| 2005 | Confessions of a Pit Fighter                        | Matador (um cruel lutador de rua do Brasil) | Filme                                                             |
| 2006 | The King of Queens                                  | Motorista                                   | Série de TV (Episódio: "Fight Schlub")(não creditado)             |
| 2008 | Bad Guys                                            | Leroy Johnson                               | Filme                                                             |
| 2008 | The Ultimate Fighter: Team Rampage vs. Team Forrest | Ele Mesmo (Treinador)                       | Série de TV                                                       |
| 2008 | The Midnight Meat Train                             | Guardian Angel                              | Filme                                                             |
| 2009 | Miss March                                          | Ele Mesmo                                   | Papel Principal - Filme                                           |
| 2009 | Never Surrender                                     | n/a                                         | Filme                                                             |
| 2009 | Hell's Chain                                        | Jackson                                     | Filme                                                             |
| 2009 | Death Warrior                                       | Wolf                                        | Filme                                                             |
| 2009 | The Ultimate Fighter: Heavyweights                  | Ele Mesmo (Treinador)                       | Série de TV                                                       |
| 2010 | Super Dave's Spike Tacular                          | Ele Mesmo                                   | Série de TV                                                       |
| 2010 | Guy's Choice                                        | Ele Mesmo                                   | Filme para TV                                                     |
| 2010 | WWE Raw                                             | Ele Mesmo                                   | Série de TV (Episódio do dia 7 de Junho de 2010)                  |
| 2010 | The A-Team                                          | B.A. Baracus                                | Filme                                                             |
| 2010 | The Cleveland Show                                  | Ele Mesmo                                   | Série de TV (Episódio: "How Cleveland Got His Groove Back") (Voz) |
| 2011 | Duel of Legends                                     | Jackson                                     | Filme                                                             |
| 2016 | Never Back Down: No Surrender                       | Ele Mesmo                                   | Filme                                                             |